# Carl Tripp
Carl Joseph Tripp (* 7. Januar 1800 in Hundsangen im Westerwaldkreis; † 23. November 1871 ebenda) war ein deutscher Bürgermeister und Mitglied der Landstände des Herzogtums Nassau.

## Leben
Carl Tripp wurde als Sohn des Schultheißen Johann Carl Tripp (1768–1845) und dessen Ehefrau Anna Maria Malm (1768–1811) geboren.
Er betrieb in seinem Heimatort die elterliche Landwirtschaft und wurde dort – wie sein Vater – Schultheiß (heute Bürgermeister).
1848 erhielt er aus dem Wahlkreis V Hadamar/Wallmerod ein Mandat für den Nassauischen Landtag, dem er bis 1851 angehörte. Er war Mitglied im Club der Rechten.